# Чемпионат Азии по самбо 2018
Чемпионат Азии по самбо 2018 года прошёл в Улан-Баторе (Монголия) 11-13 мая.

## Медалисты

### Мужчины
| Весовая категория | Золото                          | Серебро                          | Бронза                                                 |
| ----------------- | ------------------------------- | -------------------------------- | ------------------------------------------------------ |
| до 52 кг          | Ибрагим Баглан · Казахстан      | Ибрагим Тентиев · Кыргызстан     | Кота Ямамото · Япония Шаалуу Эрденебаата · Монголия    |
| до 57 кг          | Адилет Саяжанов · Казахстан     | Доолот Садыркулов · Кыргызстан   | Джейок Ли · Республика Корея Ту Манбайяр · Китай       |
| до 62 кг          | Парасат Жумабай · Казахстан     | Эрназар Шарипжанов · Кыргызстан  | Рааханжав Цеден-иш · Монголия                          |
| до 68 кг          | Нурбол Сериков · Казахстан      | Элдос Масиев · Кыргызстан        | Ренчиндорж Алтаннаран · Монголия Найденг · Китай       |
| до 74 кг          | Г. Абдрахманов · Казахстан      | Бат-Эрдене Пуревдаваа · Монголия | Бексултан Султанов · Кыргызстан Ли Шао-канг · Тайбэй   |
| до 82 кг          | Баянмунх Гаджаадамба · Монголия | Бекзат Манасбаев · Казахстан     | Сунтаро Майосен · Япония Элдиз Эрнис Уулу · Кыргызстан |
| до 90 кг          | Регдел Анхбаатар · Монголия     | Чо Хунгсу · Республика Корея     | Муртаз Али · Бруней Чуанг Кай-джен · Тайбэй            |
| до 100 кг         | Чингиз Шокпутов · Казахстан     | Ха Джонгхак · Республика Корея   | Сайингчаган · Китай Азамат Казакбаев · Кыргызстан      |
| свыше 100 кг      | Дамдисурен Пуревдорж · Монголия | Илгиз Каналбек Уулу · Кыргызстан | Темирлан Колбай · Казахстан Галаденг · Китай           |

#### Командный зачёт
| Место | Страна           | Золото | Серебро | Бронза | Всего |
| ----- | ---------------- | ------ | ------- | ------ | ----- |
| 1     | Казахстан        | 6      | 1       | 1      | 8     |
| 2     | Монголия         | 3      | 1       | 3      | 7     |
| 3     | Кыргызстан       | 0      | 5       | 3      | 8     |
| 4     | Республика Корея | 0      | 2       | 1      | 3     |
| 5     | Китай            | 0      | 0       | 4      | 4     |
| 6-7   | Япония           | 0      | 0       | 2      | 2     |
| 6-7   | Тайбэй           | 0      | 0       | 2      | 2     |
| 8     | Бруней           | 0      | 0       | 1      | 1     |

### Женщины
| Весовая категория | Золото                           | Серебро                          | Бронза                                                           |
| ----------------- | -------------------------------- | -------------------------------- | ---------------------------------------------------------------- |
| до 48 кг          | Ганбаатар Наранцецег · Монголия  | Мария Магдалена Инце · Индонезия | Айжан Жинкыбаева · Казахстан                                     |
| до 52 кг          | Гульнур Ерболова · Казахстан     | Эрденетсогт Герелмаа · Монголия  |                                                                  |
| до 56 кг          | Церенханд Хандсурен · Монголия   | Кенбейл Ажар · Казахстан         |                                                                  |
| до 60 кг          | Чинтогтох Азая · Монголия        | Ву Юнг-цу · Тайбэй               |                                                                  |
| до 64 кг          | Баярбар Баасанджаргал · Монголия | Динара Жумабаева · Казахстан     | Зыба Орунова · Туркменистан                                      |
| до 68 кг          | Цог-Очир Батцецег · Монголия     | Томи Нацуки · Япония             | Дилдаш Курышбаева · Казахстан Гульнара Хайитбаева · Туркменистан |
| до 72 кг          | Динара Кударова · Казахстан      | Мягмар Сугар · Монголия          |                                                                  |
| до 80 кг          | Батаа Сайнбуян · Монголия        | Калжан Тайжанова · Казахстан     |                                                                  |
| свыше 80 кг       | Баттулга Мунхтуя · Монголия      | Саида Капсаликова · Казахстан    |                                                                  |

#### Командный зачёт
| Место | Страна           | Золото | Серебро | Бронза | Всего |
| ----- | ---------------- | ------ | ------- | ------ | ----- |
| 1     | Монголия         | 7      | 2       | 0      | 9     |
| 2     | Казахстан        | 2      | 4       | 2      | 8     |
| 3-5   | Япония           | 0      | 1       | 0      | 1     |
| 3-5   | Китайский Тайбэй | 0      | 1       | 0      | 1     |
| 3-5   | Индонезия        | 0      | 1       | 0      | 1     |
| 6     | Туркменистан     | 0      | 0       | 2      | 2     |

### Боевое самбо
| Весовая категория | Золото                               | Серебро                        | Бронза                                                       |
| ----------------- | ------------------------------------ | ------------------------------ | ------------------------------------------------------------ |
| до 52 кг          | Нуркен Домбаев · Казахстан           | Баярсайхан Мухбат · Монголия   | Г. Джоллаев · Туркменистан                                   |
| до 57 кг          | Бексултан Расулбек Уулу · Кыргызстан | Руслан Юсупов · Туркменистан   | Серикжан Туссупов · Казахстан Гантумур Баяндуурен · Монголия |
| до 62 кг          | Керимберди Довлетов · Туркменистан   | Шингиз Кажиакпаров · Казахстан | Ныамхуу Тогхбаяр · Монголия                                  |
| до 68 кг          | Халтар Батхурее · Монголия           | Абдулла Бабаев · Туркменистан  | Олжас Ергалиев · Казахстан Жоодарбек Сатикеев · Кыргызстан   |
| до 74 кг          | Русдем Пенжиев · Туркменистан        | Александр Борисов · Казахстан  | Батсайхан Доржнам · Монголия Сеонгйонг Эо · Республика Корея |
| до 82 кг          | Жавланбек Мадаминов · Туркменистан   | Т. Нарантогтох · Монголия      | Ержан Тукекбаев · Казахстан Джерри Легаспи · Филиппины       |
| до 90 кг          | Мади Райхан · Казахстан              | Эламан Генжебаев · Кыргызстан  | Арслан Имамов · Туркменистан Баясгалан Темууджин · Монголия  |
| до 100 кг         | С. Аннагурбанов · Туркменистан       | Юнгджун Жон · Республика Корея | Чингиз Измуханов · Казахстан Вуритумурем · Монголия          |
| свыше 100 кг      | Бабаджан Ибадуллаев · Туркменистан   | Саивинжая · Китай              | Даурен Ессимханов · Казахстан                                |

#### Командный зачёт
| Место | Страна           | Золото | Серебро | Бронза | Всего |
| ----- | ---------------- | ------ | ------- | ------ | ----- |
| 1     | Туркменистан     | 5      | 2       | 2      | 9     |
| 2     | Казахстан        | 2      | 2       | 5      | 9     |
| 3     | Монголия         | 1      | 2       | 4      | 7     |
| 4     | Кыргызстан       | 1      | 1       | 1      | 3     |
| 5-6   | Республика Корея | 0      | 1       | 1      | 2     |
| 5-6   | Китай            | 0      | 1       | 1      | 2     |
| 7     | Филиппины        | 0      | 0       | 1      | 1     |

## Общий зачёт
| Место | Страна           | Золото | Серебро | Бронза | Всего |
| ----- | ---------------- | ------ | ------- | ------ | ----- |
| 1     | Монголия         | 11     | 5       | 7      | 23    |
| 2     | Казахстан        | 10     | 7       | 8      | 25    |
| 3     | Туркменистан     | 5      | 2       | 4      | 11    |
| 4     | Кыргызстан       | 1      | 6       | 4      | 11    |
| 5     | Республика Корея | 0      | 3       | 2      | 5     |
| 6     | Китай            | 0      | 1       | 5      | 6     |
| 7     | Тайбэй           | 0      | 1       | 2      | 3     |
| 7     | Япония           | 0      | 1       | 2      | 3     |
| 9     | Индонезия        | 0      | 1       | 0      | 1     |
| 10    | Филиппины        | 0      | 0       | 1      | 1     |
| 10    | Бруней           | 0      | 0       | 1      | 1     |